# Cenomanium
| ❮ | System      | Serie       | Stufe         | ≈ Alter (mya) |
| ❮ | später      | später      | später        | jünger        |
| - | ----------- | ----------- | ------------- | ------------- |
| ❮ | K r e i d e | Oberkreide  | Maastrichtium | 66 ⬍ 72       |
| ❮ | K r e i d e | Oberkreide  | Campanium     | 72 ⬍ 83,6     |
| ❮ | K r e i d e | Oberkreide  | Santonium     | 83,6 ⬍ 86,3   |
| ❮ | K r e i d e | Oberkreide  | Coniacium     | 86,3 ⬍ 89,7   |
| ❮ | K r e i d e | Oberkreide  | Turonium      | 89,7 ⬍ 93,9   |
| ❮ | K r e i d e | Oberkreide  | Cenomanium    | 93,9 ⬍ 100,5  |
| ❮ | K r e i d e | Unterkreide | Albium        | 100,5 ⬍ 112,9 |
| ❮ | K r e i d e | Unterkreide | Aptium        | 112,9 ⬍ 126,3 |
| ❮ | K r e i d e | Unterkreide | Barremium     | 126,3 ⬍ 130,7 |
| ❮ | K r e i d e | Unterkreide | Hauterivium   | 130,7 ⬍ 133,9 |
| ❮ | K r e i d e | Unterkreide | Valanginium   | 133,9 ⬍ 139,3 |
| ❮ | K r e i d e | Unterkreide | Berriasium    | 139,3 ⬍ 145   |
| ❮ | früher      | früher      | früher        | älter         |

Das Cenomanium (meist verkürzt als Cenoman bezeichnet) ist in der Erdgeschichte die unterste chronostratigraphische Stufe der Oberkreide. Die Stufe umfasst geochronologisch den Zeitraum von etwa 100,5 bis etwa 93,9 Millionen Jahren.
Das Cenoman folgt auf das Albium (Unterkreide) und wird vom Turonium abgelöst.
Am Ende des Cenomans fand ein ozeanisches anoxisches Ereignis statt, das nach seinem Erstbeschreiber Guido Bonarelli italienisch Livello Bonarelli (Bonarelli-Horizont) benannt wurde, englisch Cenomanian Turonian Boundary Event.

## Namensgebung und Geschichte
Die ursprüngliche Typlokalität liegt in der Nähe von Le Mans (Département Sarthe, Frankreich). Der (neu-)lateinische Name von Le Mans ist Cenomanum und davon ist der Stufenname abgeleitet. Name und geologische Stufe wurde von Alcide Dessalines d’Orbigny 1847 vorgeschlagen.

## Definition und GSSP
Die Basis der Stufe ist durch das Erstauftreten der Foraminiferen-Art Rotalipora globotruncanoides definiert. Die Stufe endet mit dem Erstauftreten der Ammoniten-Art Watinoceras devonense. Wichtige Leitfossilien für das Cenomanium sind die Ammoniten-Arten Calycoceras naviculare, Acanthoceras rhotomagense und Mantelliceras mantelli. Der GSSP (globaler Eichpunkt) liegt 36 m unterhalb des Top der Marnes-Bleues-Formation am Mont Risou, Rosans, Département Hautes-Alpes in Südostfrankreich (44°23'33"N, 5°30'43"E).

## Bedeutende Fossilien
Mit Argentinosaurus und Giganotosaurus wurden in den entsprechenden Formationen in Argentinien die größten bisher bekannten (jedoch ausgestorbenen) Landlebewesen entdeckt. → Candeleros-Formation